# Monstropalpus helleri
Monstropalpus helleri – gatunek chrząszcza z rodziny kózkowatych i podrodziny zgrzypikowych. Jedyny przedstawiciel rodzaju Monstropalpus.

## Zasięg występowania
Gatunek ten występuje w Papui-Nowej Gwinei.